# Gitanas Nausėda
Gitanas Nausėda (Klaipėda, 1964. május 19. –) litván közgazdász, egyetemi oktató és politikus, 2019. július 12-től Litvánia elnöke.

## Életútja
1982 és 1987 között a Vilniusi Egyetem iparszervezési karán, 1987 és 1989 között pedig közgazdaság-tudományi karán tanult. 1990-től 1992-ig a Mannheimi Egyetemen folytatott posztgraduális tanulmányokat. PhD fokozatát „Jövedelempolitika infláció és stagfláció idején” címmel 1993-ban szerezte meg a Vilniusi Egyetemen.
1992-től 1993-ig a litván Közgazdasági és Privatizációs Kutatóintézetben dolgozott, 1993-94-ben pedig a Versenytanács pénzpiacosztályát vezette. 1994 és 2000 között a Litván Nemzeti Banknál volt állásban, előbb a kereskedelmi bankokat felügyelő osztályon, majd a monetáris politikai osztály vezetőjeként. 2000-től 2008-ig az AB Vilniaus Bankas vezető közgazdásza és elnöki tanácsadója, 2008 és 2018 között a SEB Bankas pénzügyi elemzője, majd elnöki főtanácsadója és vezető közgazdásza.
2010 óta a Vilniusi Egyetem közgazdaság-tudományi karának oktatója.

## Politikusi karrierje
2004-ben Valdas Adamkust támogatta az elnökválasztási kampányban. 2018. szeptember 17-én bejelentette, hogy függetlenként indul a 2019-es elnökválasztáson, amelynek második fordulójába második helyen jutott tovább. A második fordulóban kétharmados aránnyal legyőzte ellenfelét, Ingrida Šimonytėt, és Litvánia elnöke lett.

## Magánélete
1990-ben feleségül vette Diana Nepaitėt. Két leánygyermekük van.
Anyanyelvén kívül angolul, németül és oroszul beszél.

## Fordítás
Ez a szócikk részben vagy egészben  a   Gitanas Nausėda című angol Wikipédia-szócikk ezen változatának fordításán alapul.  Az eredeti cikk szerkesztőit annak laptörténete sorolja fel. Ez a jelzés csupán a megfogalmazás eredetét és a szerzői jogokat jelzi, nem szolgál a cikkben szereplő információk forrásmegjelöléseként.